# Frank A. Briggs
Pour les articles homonymes, voir Briggs.
Frank Arlington Briggs,,, né le 15 septembre 1858 à Minneapolis et mort le 9 août 1898 à Bismarck, est un homme politique américain. Il occupe la fonction de cinquième gouverneur du Dakota du Nord du 6 janvier 1897 jusqu’à sa mort, dix-neuf mois plus tard.

## Biographie

### Jeunesse
Frank Arlington Briggs naît dans la ville de Minneapolis, dans le Minnesota. Il travaille successivement comme imprimeur et journaliste. Il épouse Nannie Rachel Meek le 12 juillet 1877 et ils ont deux filles, Stella et Bessie. En 1881, il s'installe à Mandan, siège du comté de Morton, où il se lance dans le domaine de l'immobilier, alors que la région fait encore partie du territoire du Dakota,,.

### Carrière politique
Engagé en politique, Briggs est élu trésorier du comté de Morton, un poste qu'il occupe de 1885 à 1887. En 1894, il remporte l'élection pour le poste d'auditeur d'État et, en novembre 1896, il est élu gouverneur du Dakota du Nord. Il participe activement aux discussions des lois en cours d'élaboration par la législature de l'État, notamment une sur les recettes fiscales et une autre sur les chemins de fer, qui régule le transport de fret et de passagers,.

### Mort
Après un long combat contre la maladie, le gouverneur Briggs succombe à la tuberculose à Bismarck, cinq semaines avant son 40e anniversaire. Le lieutenant-gouverneur Joseph M. Devine assure l'intérim et termine les quatre mois et demi restants du mandat de deux ans. Frank A. Briggs est enterré au cimetière de Howard Lake, dans le Minnesota. Il est le premier gouverneur du Dakota du Nord à mourir en fonction,.